# Dibolia tyrrhenica
Dibolia tyrrhenica is een keversoort uit de familie bladkevers (Chrysomelidae). De wetenschappelijke naam van de soort werd in 1981 gepubliceerd door Mohr.